# Lada Samara Baltic
Lada Samara Baltic (также Lada Baltic или «Евросамара») — финская модификация советского и российского автомобиля ВАЗ-2109 «Спутник», выпускавшаяся на заводе Valmet Automotive в городе Уусикаупунки с 1996 по 1998 год. Стала результатом кооперации нескольких российских и финских компаний, включая «АвтоВАЗ» и Valmet Automotive. Модель отличалась от оригинальной более качественной сборкой кузова и окраской, изменённым дизайном верхней части передней панели, новыми колёсами, шинами, некоторыми механическими деталями, такими как сцепление, изменёнными бамперами, решёткой радиатора и целым рядом других деталей. Было доступно две комплектации — L и GL, последняя имела более существенные внешние отличия от оригинального автомобиля. За всё время производства было выпущено около 14 тысяч автомобилей, что было значительно ниже, чем предполагалось изначально.

## История
«Евросамара» стала результатом трёхлетнего контракта между компаниями «АвтоВАЗ», «АВВА», «Евро-Лада» и Valmet Automotive. В разработку автомобиля было вложено около 12 миллионов долларов со стороны «АВВА» и ещё около 17 миллионов долларов со стороны Valmet Automotive. Новая версия получила кодовое обозначение ВАЗ-21093-22. Разработку совместно вели «АвтоВАЗ» и команда дизайнеров Valmet Automotive во главе с Рику Салминен. Запуск модели в производство состоялся летом 1996 года. При этом произошла неприятная ситуация — во время запуска конвейера на предприятии погас свет, что многие присутствовавшие на мероприятии расценили как недобрый знак. Первая партия из двух тысяч машин с карбюраторными двигателями должна была продаваться в различных странах Европы, но из-за отсутствия в выхлопных системах этих автомобилей катализаторов эту партию не выпустили в продажу. Большинство автомобилей Samara Baltic было продано в Финляндии и в Германии (через Deutsche Lada), в последней цена составляла приблизительно от 15 000 до 17 000 марок. За всё время производства было выпущено 14 тысяч автомобилей, хотя изначально на специально созданной для этой модели сборочной линии планировалось выпускать около 20 тысяч автомобилей в год. Автомобиль был положительно оценён немецким клубом ADAC, получив звание самого дешевого в эксплуатации автомобиля в своём классе по мнению данного клуба.

## Дизайн и конструкция

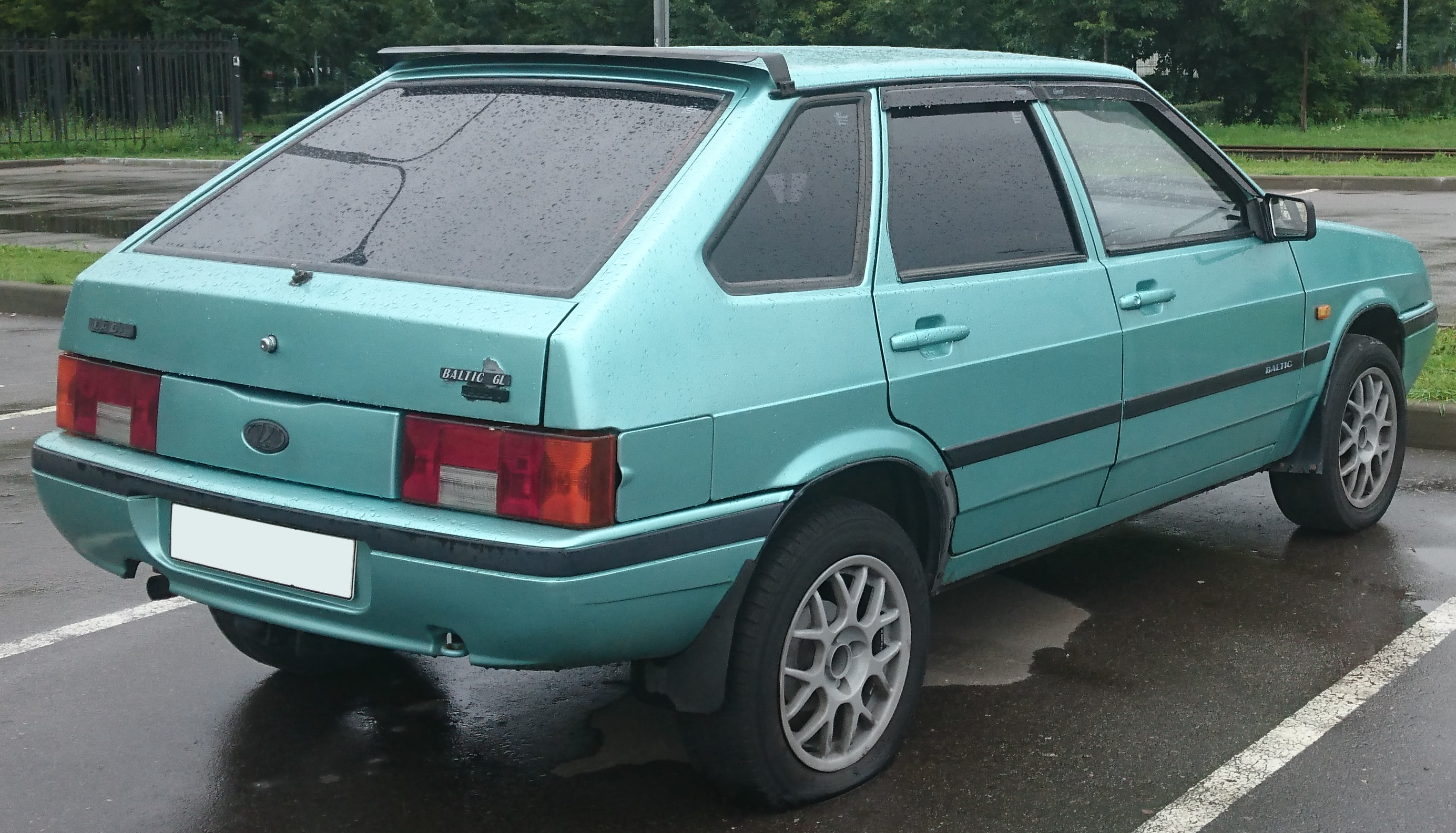
Вид сзади (версия GL)

В основе данной модели лежит модификация ВАЗ-2109 «Спутник» с номером 21093, оснащавшаяся инжекторным мотором ВАЗ-2111. Кузов Samara Baltic был слегка доработан: улучшено качество лакокрасочного покрытия, сварные швы в соединении крыши и заднего крыла были скрыты. Модель предлагалась в двух комплектациях: базовой L и топовой GL. В базовой версии Samara Baltic отличается от исходной модели лишь колпаками и молдингами. Версия GL имеет куда больше оригинальных элементов: иные передний и задний бамперы, новая решётка радиатора, дефлектор на крыше, легкосплавные колёсные диски и специальная вставка между задними фонарями (крепление под номерной знак, обычно располагавшееся там, было перемещено на бампер). Некоторые экземпляры оснащались зеркалами заднего вида производства немецкой фирмы Hagus. На выбор предлагалось четыре цвета кузова: светло-зелёный, тёмно-вишнёвый, изумрудно-бирюзовый, тёмно-серый и фиолетово-синий.
Интерьер был также слегка изменён для соответствия тенденциям автомобильного дизайна 1990-х годов: передняя панель салона сверху получила плавную декоративную накладку, а двери получили новые внутренние панели. Вместо стандартных кресел установлены более комфортные велюровые сиденья с иной обивкой. На модель установлено иное рулевое колесо — четырёхспицевый руль производства немецкой компании Volkswagen. Он оснащён подушкой безопасности, что технически делает Lada Samara Baltic первым автомобилем разработки «АвтоВАЗа», имеющим таковую. Под капотом автомобиль имел двигатель стандартный для модели, с двумя видами системы впрыска топлива: от концерна General Motors или от фирмы Bosch. Мотор имел объём 1,5 литра, мощность 71 л.с. и развивают максимальную скорость 156 км/ч. Разгон от 0 до 100 км/ч занимает 12,5 секунд. Оба двигателя отвечают экологическим нормам Евро-2. Шасси, подвеска и КПП не изменились по сравнению с оригинальной моделью. 85% комплектующих автомобиля были российскими. Из Тольятти (здесь расположен «АвтоВАЗ») в Финляндию поставлялись 40 подсобранных элементов автомобиля, из которых на финском предприятии собирали все модели Samara Baltic, в том числе сваривали кузов.